# モリヤ (スーパーマーケット)
株式会社モリヤ（Moriya COMPANY, LIMITED）は、かつて宮城県仙台市宮城野区に本社を置き、同市を中心にスーパーマーケットチェーン「フレッシュフードモリヤ」「スーパービッグ」等を運営していた企業である。
2010年（平成22年）7月30日付で仙台地方裁判所に民事再生法の適用を申請して保全命令を受け、翌2011年（平成23年）7月31日付で伏見屋ホールディングスの子会社仙台物産へ食品スーパー事業が譲渡され、前掲の2つの店舗ブランドは同社へ継承されている。

## 概要
1977年（昭和52年）8月、有限会社ヤマモとして設立。同年11月、仙台市福田町（現在の宮城野区）に食品スーパー「フレッシュフードモリヤ」の1号店を出店し、以後仙台市内で出店を進めた。
1989年（平成元年）7月、ヤマモの営業部門を分社化し、株式会社モリヤを設立。「モリヤ」に続く食品スーパーの店舗ブランドとして「スーパービッグ六丁の目店」を1994年（平成6年）5月に開店。その後も店舗展開を進めた一方、2002年（平成14年）には飲食事業の株式会社ファン、介護事業の株式会社ウェルの2社を設立して事業を多角化、2004年（平成16年）には共同仕入事業を開始。積極的なスクラップアンドビルドを推進するなど、状況に応じた店舗展開を進める手法で注目を集めた。
1999年（平成11年）6月期には年商100億円を突破するなど好調な業績を挙げた一方で、店舗出店などの資金調達は金融機関からの借入に依存しており、有利子負債は年々増加していた。
2007年（平成19年）にはサトウ食品が保有していた新潟県の食品スーパー「パワーズフジミ」の全株式を、代表者個人名義で無償譲受してグループ傘下に納めると、2009年（平成21年）6月期にはピークとなる年商212億円を計上。同年12月時点で仙台圏を中心に合計19店舗を展開するなど、地元資本としては県内上位クラスの食品スーパーへと成長した。
だが新店舗の立地選択のミスが重なり次々と赤字店舗となるなど、業績悪化によって資金繰りに行き詰まり、2010年（平成22年）7月30日付で仙台地裁に民事再生法の適用を申請した。当時の負債総額は約102億円で、東北地方6県では同年度最大規模の企業倒産となった。
経営再建の過程においては同年12月、東京都中央区に本社を置き、主に企業再生を手掛けていた「スピードパートナーズ」とのスポンサー契約締結が概ね合意に達し、全株主との条件付き株式譲渡契約を締結するなどしたものの、創業者一家とスピード社側の間で経営方針を巡って対立が発生し、2011年（平成23年）3月の株主総会ではスピード社が招いた全経営陣が解任される事態に至るなど対立は激化した。結局両社が仙台地裁や弁護人を交えて協議した結果、両社は同年5月2日付でスポンサー契約を解除するとともに、モリヤは仙台地裁から5月9日付で管理命令を受け、実質的代表権は管財人へ移行した。
そして同年5月23日、酒類小売店を展開する秋田県仙北市の伏見屋ホールディングスと事業譲渡に向けた基本契約が締結され、伏見屋HDが5月19日付で設立した新会社「仙台物産」がモリヤから、経営権と宮城県内の11店舗を譲受する基本計画で合意に達した。伏見屋の東海林誠副社長は「仙台に拠点を持ちたいと考えていた。仙台発の地元スーパーを残し、地域に貢献したい」と、取得の理由を説明した。こうした過程を経てモリヤは同年7月31日付で仙台物産へ事業を譲渡し、法人はこの際の譲渡金に加え、預金・不動産などの資産を整理して債務を弁済の上、清算後に解散した。

## 沿革
- 1977年（昭和52年）8月 - 有限会社ヤマモ設立。
- 1985年（昭和60年） - スーパーマーケットのボランタリーチェーン、CGCグループに加盟。
- 1989年（平成元年）7月 - 食品スーパー事業を分社化し、株式会社モリヤ設立。
- 2002年（平成14年）10月 - 飲食業を展開する関連会社・株式会社ファン設立。
- 2002年（平成14年）12月 - 介護事業を展開する関連会社・株式会社ウェル設立。
- 2007年（平成19年）12月 - 新潟県の佐藤食品工業株式会社より、同社子会社のスーパー・株式会社パワーズフジミの全株式を取得。
- 2010年（平成22年）
  - 7月30日 - 仙台地方裁判所に民事再生法の適用を申請して保全命令を受け[3]、8月16日付で民事再生開始決定を受ける。
  - 12月 - スピードパートナーズとスポンサー契約締結に合意。
- 2011年（平成23年）
  - 5月2日 - モリヤがスピードパートナーズとのスポンサー契約を解除、5月9日付で仙台地方裁判所から管理命令を受ける。
  - 5月23日 - 管財人が伏見屋ホールディングスと事業譲渡に関する基本契約を締結。
  - 7月31日 - 伏見屋ホールディングスが同年5月19日付で設立した子会社「株式会社仙台物産」が、モリヤの経営権と11店舗の施設を譲受[2]。

## 展開店舗
以下は、仙台物産による譲受時点での店舗。いずれも宮城県内。特記がない限り、その後サンマリ→本間物産へ譲渡後、2025年2月に閉店し、クスリのアオキへ譲渡。

### スーパービッグ
- 六丁の目店（仙台市若林区）
- 吉成店（仙台市青葉区）- ビッグハウスからスーパービッグへ名称変更

### フレッシュフードモリヤ
- 幸町店（仙台市宮城野区） - 2013年10月20日閉店
- 今泉店（仙台市若林区）
- 落合店（仙台市青葉区）
- 大学病院前店（仙台市青葉区）
- 長町店（仙台市太白区）
- 沖野店（仙台市若林区）- 旧マルヨシ沖野店
- 村田店（柴田郡村田町）- 2011年（平成23年）5月2日にスーパービックからモリヤへ名称変更。後にマルホンカウボーイへ名称変更。2025年2月24日に閉店後、2025年3月13日にクスリのアオキ運営で再オープン
- 旭ヶ丘店（仙台市青葉区）- スーパービックからモリヤへ名称変更

### パワーズ
- 東中田店（仙台市太白区）- スーパービッグからパワーズへ名称変更

## 過去に存在した店舗

### フードショップモリヤ
- 八木山店（仙台市太白区）
- 萩野町店（仙台市宮城野区）
- 田子店（仙台市宮城野区）

### フレッシュフードモリヤ
- 新寺一丁目店（仙台市宮城野区）
- 荒巻神明店（仙台市青葉区）
- 岩沼竹の里店（岩沼市）
- 若林店（仙台市若林区）
- 五橋店（仙台市若林区） - 2009年（平成21年）5月27日閉店　クスリのコダマ→現・ココカラファイン
- 上杉店（仙台市青葉区） - 2010年（平成22年）春頃閉店　現・ツルハドラッグ仙台上杉店
- 仙台駅前店（仙台市青葉区） - 2010年（平成22年）8月1日閉店　仙台TRビル内
- 一番町店（仙台市青葉区）- 2010年（平成22年）8月1日閉店　TICビル地下1階　現・業務スーパー仙台一番町店
- 中山台店（仙台市青葉区）- 2010年（平成22年）8月1日閉店　現・サンドラッグ中山台店
- 福田町店（仙台市宮城野区） - 2010年（平成22年）8月1日閉店　現・ライフ[4]
- 加茂店（仙台市泉区）→（旧マルヨシ加茂店）‐2011年（平成23年）3月17日閉店　現・ツルハドラック仙台上谷刈店

### スーパービッグ
- 富沢店（仙台市太白区）（開店時はフレッシュフードモリヤ）
- キャラウェイ店（仙台市泉区）…2010年（平成22年）8月1日閉店
- ゆりが丘店（名取市）…2010年（平成22年）8月1日閉店
- 台原店（仙台市青葉区）→（旧パワーズ台原店）→2011年（平成23年）3月17日閉店